# Aus dem Leben eines Schrottsammlers
Aus dem Leben eines Schrottsammlers (bosnisch: Epizoda u životu berača željeza, englisch: An Episode in the Life of an Iron Picker) ist ein preisgekrönter bosnisch-französisch-slowenischer Spielfilm von 2013 des Drehbuchautors und Filmregisseurs Danis Tanović.

## Handlung
Nazif lebt mit seiner Roma-Familie in einer ärmlichen Siedlung und lebt vom Schrottsammeln. Da seine Frau Senada Schmerzen hat und blutet, muss die Familie in ein Krankenhaus fahren. Dort wird ihnen mitgeteilt, dass Senada eine Fehlgeburt hatte und zur Behandlung nun 980 Mark benötigt werden. Da die Familie nicht soviel Geld und Senada keine Versicherungskarte hat, kann sie nicht operiert werden. Auch ein zweiter Versuch scheitert, woraufhin Senada mutlos wird. Derweil wird in der Siedlung der Strom abgestellt, da niemand dafür gezahlt hat. Nazif bittet nun die Schwiegermutter um Hilfe und mit der Versicherungskarte der Schwägerin wird in einem anderen Krankenhaus ein neuer Versuch gestartet. Der Trick klappt und Senada wird operiert und somit ihr Leben gerettet. Mit dem Erlös aus dem Schrott seines Autos kann Nazif den Strom und Medikamente für seine Frau bezahlen.

## Kritiken
„Im Kino hat man das noch nicht gesehen: Wie zwei, drei Männer ein altes Auto in Einzelteile zerlegen, es dauert Stunden, ein Knochenjob mit schwerem Hammer und bloßen Händen, für ein karges Entgelt beim Schrotthändler. […] ‚Aus dem Leben eines Schrottsammlers‘ gewinnt seine Stärke aus diesen wie beiläufig mit Digikamera dokumentierten Szenen aus dem Dorf Poljice unweit der bosnischen Stadt Tuzla. Dem Drama, das sich aus diesem Alltag entfaltet, verleihen sie seine Wahrheit.“

„Tanovic arbeitet mit Laiendarstellern, die seinem Film natürlich Authentizität verleihen, aber darüber hinaus auch Dringlichkeit. Denn sie bezeugen in ‚Aus dem Leben eines Schrottsammlers‘ ja ihre eigene Lebensrealität. Und das macht diesen nur 77 Minuten langen, ohne jede Dramatisierung oder Sentimentalisierung auskommenden Film zu einer Ohrfeige für alle Gleichgültigen.“

„Es sind diese Szenen, mit denen sich «An Episode in the Life of an Iron Picker» in die Erinnerung brennt. Weil sie nicht sprechen müssen, in Drehbuch-Dialogen, in Anklagen und grossen Worten, weil das, was Nazif und Senada da als ihren gelebten Alltag nachspielen, lakonisch, mit wenigen Gesten und Worten und zum Glück ohne jede falsche «Schauspielerei», für sich spricht – so atemberaubend intensiv, dass die 75 Minuten Film eine neue Dimension der Darstellung auf der Leinwand eröffnen […]. Was jedoch nicht heisst, dass Tanovic und sein Kameramann Erol Zubcevic ohne Stilwillen filmen, wenn sie die Szenen mit der Handkamera aufnehmen – eine Technik, die Tanovic als Dokumentarfilmer im Bosnienkrieg lernte und die ihm jetzt zugute kommt in ihrer Schnelligkeit und Beweglichkeit.“

„Es braucht eine Weile, um sich auf die kompromisslose Machart von Danis Tanovics ‚Aus dem Leben eines Schrottsammlers‘ einzulassen, doch die Mühe lohnt sich: Hinter der ungeschliffenen Fassade verbirgt sich ein bewegendes, authentisches Drama.“

## Hintergrund
Die Geschichte des Filmes beruht auf einer Tatsache und wurde mit der echten Familie in ihrem echten Umfeld mit einem Etat von 17.000 Euro gedreht. Nazif Mujić erhielt etwa 1300 Euro für 26 Drehtage. Der Film wurde auf der Berlinale 2013 uraufgeführt und wurde mit zwei Silbernen Bären ausgezeichnet.
Die Familie fuhr im November 2013 wieder nach Berlin, um dort Asyl zu beantragen, da sie in ihrer Heimat weiterhin diskriminiert seien und auch gesundheitliche Probleme ihre Existenz gefährde. Der Antrag wurde abgelehnt, die Familie ausgewiesen. Die Trophäe des Silbernen Bären verkaufte Nazif Mujić, um Schulden abzahlen zu können. Er verstarb am 18. Februar 2018.

## Auszeichnungen
- Silberner Bär/Großer Preis der Jury auf der Berlinale 2013
- Silberner Bär/Bester Darsteller auf der Berlinale 2013 für Nazif Mujić[7]